# Drosera pilosa
Drosera pilosa este o specie de plante carnivore din genul Drosera, familia Droseraceae, ordinul Caryophyllales, descrisă de Arthur Wallis Exell și Laundon.
Este endemică în:
- Cameroon.
- Guinea.
- Kenya.
- Tanzania.

Conform Catalogue of Life specia Drosera pilosa nu are subspecii cunoscute.